# Miquel Amer i Servera
Miquel Amer i Servera   (Manacor, 1847 - Manacor, 1910) fou un metge i musicògraf mallorquí.

## Biografia
Nasqué a la possessió de Sa Bagure a Manacor (Mallorca) el 1847 i morí al mateix poble el 1910. Va estudiar el batxiller d'arts i posteriorment es llicencià en medicina sent metge per la Universitat de València fins al 1880. Després abandona aquest treball i es dedicà al treball social de l'educació i la política local. Fou proclamat Fill Il·lustre a 1946.
D'ideologia integrista, lluità a favor de la Restauració i participà en la creació de la revista Unidad Católica (1870) i en la fundació de l'Ateneu (1875). Com aficionat de la música fou un dels promotors de la Capella de Manacor (1897) juntament amb Antoni Noguera, Antoni Pont i Felip Pedrell (1841-1822). Entre altres treballs on participà el trobem com organitzador de l'Exposició Balear de 1897 i del Primer Congrés Regional de Ciències de la Medicina, excavador de les ruïnes de Sa Carrotja (basílica paleocristiana) i interventor d'eleccions de diputats, a més de tinent de batle de l'Ajuntament.

Entre les seves obres publicades trobem que fou autor del llibre Reforma de la música religiosa (1900) on recull un conjunt d'articles en defensa del cant gregorià i de la polifonia clàssica; i Dios y el cosmos (Palma 1889. Tipologia Catòlics Balear). També hi ha la segona i tercera part d'aquesta darrera obra encara que és inèdita. Així mateix cal destacar el seu seguit d'articles periodístics «Investigaciones históricas: Avicena», «El progreso social moderno», «Secularización de la enseñanza», «El ateísmo contemporáneo», «Los frailes reivindicados», entre d'altres.
«També el règim alimentari influeix sobre el comportament de l'home. Està prou provat que un règim animal exclusiu i ús de les begudes fermentades donen major virulència a les passions; alhora que la dieta de llet, vegetals i l'abstinència dels licors esmussen llur agulló. Es així que a alguns pobles dels països càlids, especialment de l'Asia, i particularment els bramans de l'Indià,que mai no mengen carn, san notables pels seus bons costums i caràcter Clement. Al contrari, el costum d'alimentar-se amb carn i de derramar sang comunica als costums un caràcter d'aspror salvatge, per no dir de duresa ferotge. …. Per aixe, la llei jueva prohibeix el porquim, la llei mahometana el vi, i el cristianisme, molt manco rigoras que certes religions de l'Indià, ordena dos dies per setmana alimenta menys nutritius, alhora que abstinència i dejuni moderadíssims el dia abans de certes festivitats i durant els quaranta dies precedents a aquella estació de l’any en què la Natura, sortint del letarg hivernal, es desperta per entrar en impetuosa activitat. Les diferencies que els sexes imprimeixen sobre la constitució física es reflecteixen clarament en els atributs morals dels individus, generalment parlant, l'home resisteix millor el cansament i els treballs físics; la dona suporta més el dolor i els contratemps: el primer viu especialment sota la influencia del sistema nerviós ganglionar, és a dir sota el predomini del sentiment, de manera que, més apta per sentir que per raonar, sobresurt en les obres en què predominen la gracia i el sentiment, remuntant-se, molt clar a vegades fins a les regions del numen.»